# گروه نشاط چونیان
گروه نشاط چونیان (انگلیسی: Nishat Chunian) شرکت نساجی پاکستانی است، که در سال ۱۹۹۰ توسط گروه نشاط تأسیس شد.